# ویلی گارسون
ویلیام گارسون پازمانت (انگلیسی: William Garson Paszamant؛ (زادهٔ ۲۰ فوریهٔ ۱۹۶۴ – درگذشتهٔ ۲۱ سپتامبر ۲۰۲۱) بازیگر آمریکایی بود. وی از سال ۱۹۸۶ میلادی تا هنگام مرگ مشغول فعالیت بود و در بیش از ۷۵ فیلم و بیش از ۳۰۰ قسمت محموعه تلویزیونی ظاهر شد. گارسون در ۲۱ سپتامبر ۲۰۲۱ در ۵۷ سالگی بر اثر سرطان لوزالمعده در خانه‌اش در لس آنجلس درگذشت.

## زندگی شخصی
گارسون در سال ۲۰۰۹ یک پسر هفت ساله به نام ناتن را به فرزندی پذیرفت.
اگرچه او عمدتاً به خاطر بازی در نقش یک مرد علناً همجنس‌گرای در سریال سکس و سیتی شناخته می‌شود، او دگرجنس‌گرا بود. او از بحث علنی تمایلات جنسی خود اجتناب کرد و گفت: «سالها در مورد آن صحبت نکردم زیرا به نظرم توهین آمیز برای همجنسگرایان بود. افرادی که نقش شخصیت‌های همجنس‌گرا را بازی می‌کنند، بالا و پایین می‌پرند و فریاد می‌زنند که همجنس‌گرا نیستند، این‌طور که اگر بودند به نوعی چیز بدی بود.»

## فیلم‌شناسی

### فیلم
- سربازان بورلی هیلز (۱۹۸۹)
- از میان مسیرها (۱۹۹۱)
- ظرف صابون (۱۹۹۱)
- بزهکاران (۱۹۹۱)
- روبی (۱۹۹۲)
- روز گراندهاگ (۱۹۹۳)
- وقتی مهمانی تمام شد (۱۹۹۳)
- قلب رام‌نشده (۱۹۹۳)
- بی‌کلام (۱۹۹۴)
- کارهایی که بعد از مرگت در دنور باید انجام داد (۱۹۹۵)
- صخره (۱۹۹۶)
- سردسته (۱۹۹۶)
- مریخ حمله می‌کند! (۱۹۹۶)
- مری یه جوریه (۱۹۹۸)
- حومه (فیلم ۱۹۹۹) (۱۹۹۹)
- جان مالکوویچ بودن (۱۹۹۹)
- تا مغز استخوان مبارزه کن (۲۰۰۰)
- لوستر (۲۰۰۲)
- جمعه عجیب (۲۰۰۳)
- خانه دی (۲۰۰۴)
- تب هیجانی شدید (۲۰۰۵)
- درست مثل بهشت (فیلم) (۲۰۰۵)
- منهتن کوچک (۲۰۰۵)
- بزرگنمایی (۲۰۰۶)
- مجموعه تلویزیونی (۲۰۰۷)
- سکس و سیتی (۲۰۰۸)
- درد زایمان (۲۰۰۹)
- سکس و سیتی ۲ (۲۰۱۰)
- گام شرمسارانه (۲۰۱۴)

### مجموعه تلویزیونی
- چیرز (۱۹۸۶)
- توئین پیکس (۱۹۹۱)
- پرونده‌های ایکس (۱۹۹۵ و ۱۹۹۹)
- الی مک‌بل (۱۹۹۷ تا ۱۹۹۸)
- بافی قاتل خون‌آشام‌ها (۱۹۹۸)
- سکس و سیتی (۱۹۹۸ تا ۲۰۰۴)
- فرندز (۱۹۹۹)
- نسخه اولیه (۱۹۹۹)
- دروازه ستارگان اس‌جی-۱ (۲۰۰۰ تا ۲۰۰۶)
- سی‌اس‌آی (۲۰۰۳)
- چشم، عزیزم (۲۰۰۴)
- مانک (۲۰۰۴)
- سی‌اس‌آی: میامی (۲۰۰۵ تا ۲۰۰۶)
- جادوگران محله ویورلی (۲۰۰۹)
- متوسط (۲۰۰۹)
- یقه سفید (۲۰۰۹ تا ۲۰۱۴)
- جذابان کلیولند (۲۰۱۲)
- دو مرد و نصفی (۲۰۱۳)
- هاوایی فایو-زیرو (۲۰۱۵ تا ۲۰۲۰)
- معماهای لورا (۲۰۱۶)
- رسوایی (۲۰۱۷)
- سوپرگرل (۲۰۱۹ تا ۲۰۲۰)
- سکس و سیتی (۲۰۰۸)
- درد زایمان (۲۰۰۹)
- سکس و سیتی ۲ (۲۰۱۰)
- گام شرمسارانه (۲۰۰۴)
- خانه دی (۲۰۱۴)
- خانه دی (۲۰۰۴)